# Championnat de La Réunion de football 1964
Le Championnat de La Réunion de football 1964 était la 15e édition de la compétition qui fut remportée par la SS Saint-Louisienne.

## Classement
Il s'agit du classement avec les résultats connus. Il manque le résultat des matches (Stade St Paulois-SS Tamponnaise, SS Patriote-SS St Louisienne et JS St Pierroise-Stade St Paulois).
| Rang | Équipe                      | Pts | J  | G  | N | P  | Bp | Bc | Diff |
| ---- | --------------------------- | --- | -- | -- | - | -- | -- | -- | ---- |
| 1    | SS Saint-Louisienne (T) (C) | 35  | 13 | 10 | 2 | 1  | 27 | 8  | +19  |
| 2    | JS Saint-Pierroise          | 34  | 13 | 9  | 3 | 1  | 43 | 13 | +30  |
| 3    | US Bénédictine              | 29  | 14 | 6  | 3 | 5  | 25 | 17 | +8   |
| 4    | SS Jeanne d'Arc (P)         | 26  | 14 | 5  | 2 | 7  | 28 | 36 | -8   |
| 5    | SS Patriote                 | 24  | 13 | 5  | 1 | 7  | 27 | 33 | -6   |
| 6    | Stade Saint-Paulois         | 22  | 12 | 2  | 6 | 4  | 18 | 21 | -3   |
| 7    | SS Tamponnaise              | 22  | 13 | 3  | 3 | 7  | 17 | 36 | -19  |
| 8    | Bourbon C (P)               | 20  | 14 | 2  | 2 | 10 | 21 | 42 | -21  |

|  | Relégation en 2e division |